# Wapen van Ammerstol

Wapen van Ammerstol

Het wapen van Ammerstol werd op 24 december 1817 door de Hoge Raad van Adel aan de Zuid-Hollandse gemeente Ammerstol in gebruik bevestigd. De gemeente is op 1 april 1817 afgesplitst van Bergambacht en is op 1 januari 1985 in diezelfde gemeente opgegaan. Het wapen van Ammerstol is daardoor komen te vervallen. In het wapen van Bergambacht is de zalm overgenomen in de schildvoet.. Sinds 1 januari 2015 valt het gebied onder de gemeente Krimpenerwaard, in het wapen van deze gemeente komen geen elementen uit het wapen van Ammerstol terug.

## Blazoenering
De blazoenering van het wapen luidde als volgt:
Parti : het eerste van lazuur beladen met een klimmende leeuw van zilver; het tweede mede van lazuur met een zalm van goud, geplaatst en pal.
De heraldische kleuren zijn (l)azuur (blauw), zilver (wit) en goud (geel). Het schild is gedeeld (verticaal gehalveerd) met daarop heraldisch rechts een zilveren (witte) leeuw, en heraldisch links een gouden (gele) zalm. Het schild is onbekroond.

## Geschiedenis
Uit 1536 is een zegel bekend, met een gedeeld schild met rechts een leeuw en links een staande zalm. De kleuren hiervan zijn onbekend. Het zegel droeg het randschrift Sigillum ad causas oppidi Ammers. De zalm is een verwijzing naar de zalmvisserij die voor de plaatselijke economie belangrijk was, de herkomst van de leeuw is onbekend.
Aan het eind van de 18e eeuw wordt het wapen beschreven als "gedeeld met een omgewende leeuw in keel op goud en een zilveren vis op azuur". Bij deze beschrijving heeft het heraldisch rechterdeel van het schild de kleur keel (rood) in plaats van het huidige azuur (blauw). In afwijking van de klimmende leeuw uit het wapen van 1817 heeft deze wapenbeschrijving een omgewende leeuw, zijnde een leeuw die naar heraldisch links kijkt.
Het op 1 april 1817 aan de Ammerstol bevestigde wapen is al in 1813 een tekening van het wapen met uitleg door de burgemeester aan de Hoge Raad van Adel toegestuurd, ondanks dat Ammerstol toen nog een onderdeel van gemeente Bergambacht was. Bij het zelfstandig worden van de gemeente per 1 april 1817 is het wapen in gebruik bevestigd.

## Zichtbaarheid
Het wapen is zichtbaar op de dorpspom op het Kerkplein te Ammerstol, links van de Hervormde Kerk.

## Verwant wapen

Wapen van Bergambacht, met in de schildvoet de zalm

## Vergelijkbare wapens
Wat betreft de gouden (of gele) zalm op een achtergrond van azuur vertoont het wapen gelijkenis (maar is niet verwant) met het wapen van Grafhorst en het wapen van Zwartewaterland.

Wapen van Grafhorst
Wapen van Zwartewaterland